# Буніатзаде Дадаш Ходжа-огли
Буніатзаде Дадаш Ходжа огли (азерб. Dadaş Xoca oğlu Bünyadzadə; 8 квітня 1888 — 19 березня 1938) — партійний та державний діяч Азербайджанської РСР.

## Біографія
Буніатзаде народився в селищі Фатмаї (нині Апшеронський район (Азербайджан)) в родині селянина. Працював на заводі.
У 1908 році вступив до лав РСДРП, більшовик. Брав активну участь у пропагандистській роботі. У 1917 — член комітету «Гуммет» в Баку. З травня 1918 член виконкому Ради Бакинського повіту й надзвичайний уповноважений у боротьбі з контрреволюцією та бандитизмом. Організовував селянські загони для боротьби з мусульманськими частинами. Керував численними розстрілами й по каральними операціями, в тому числі проти мусульманського духовенства. Після падіння Баку у липні 1918 перебрався до Астрахані, член губкому РКП(б). З грудня 1918 — голова Комісаріату у справах мусульман Кавказу при Астраханському губвиконкомі. Влітку 1919 направлений на підпільну роботу у Закавказзя, член Кавказького крайового комітету РКП(б).
З лютого 1920 — член ЦК КП(б) Азербайджану. У квітні 1920 року увійшов до складу Азербайджанського тимчасового ревкому. З 1921 займав пости наркома просвіти, продовольства й сільського господарства Азербайджану. З 1930 року — голова Ради народних комісарів Азербайджанської РСР.
Був одним з керівників заходів з «видушування» мусульманського образу життя й заміни його на комуністичний. З 1932 року — нарком землеробства ЗРФСР. Керував проведенням колективізації на Кавказі, що супроводжувалось значними жертвами серед населення.
У грудні 1937 року був заарештований. 19 березня 1938 засуджений до смертної кари й розстріляний. Реабілітований 1955 року.

## Gallery

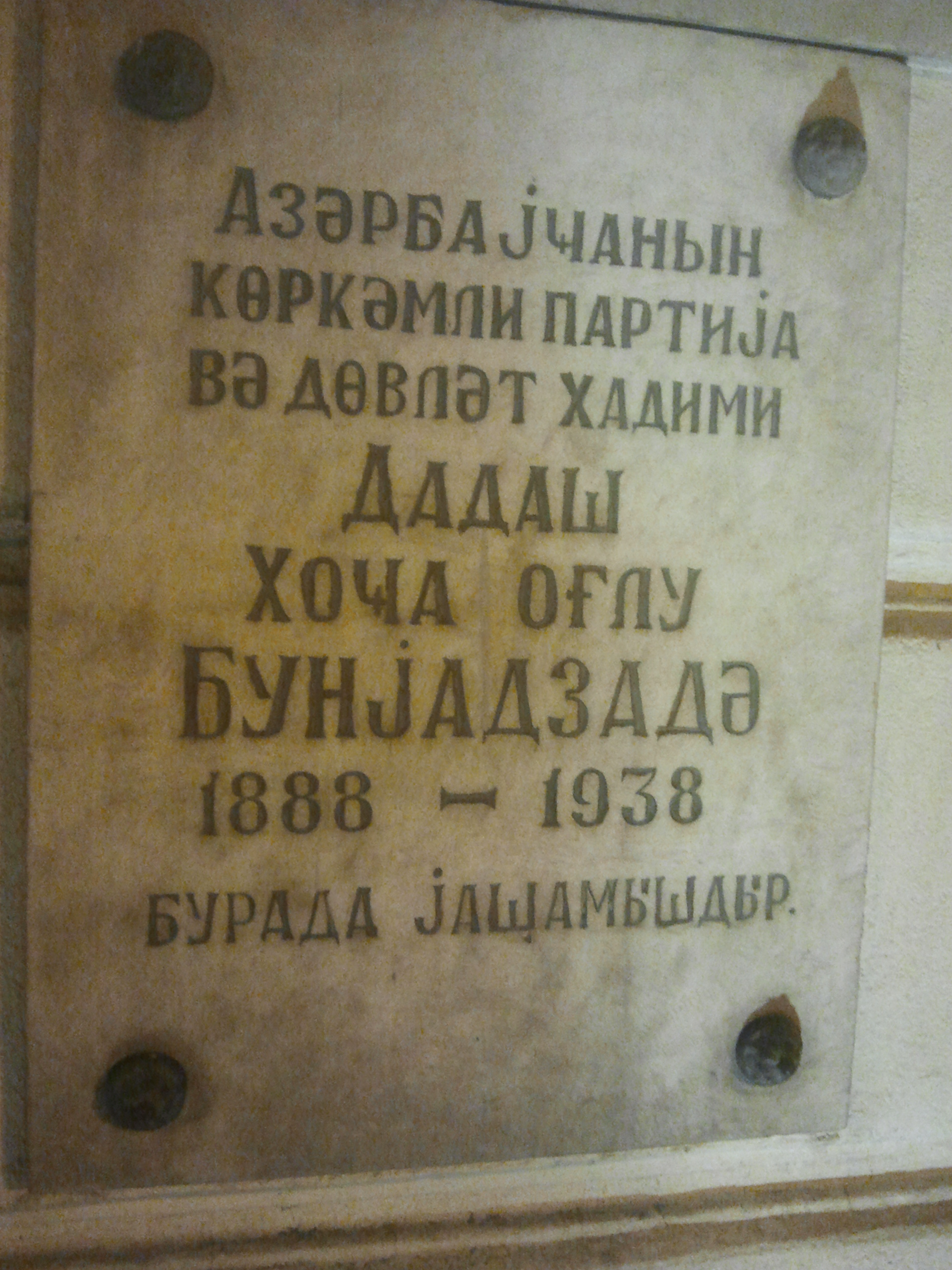
Меморіальна дошка на стіні будинку в Баку, в якому жив Дадаш Буніатзаде